# Holmtjärnen (Bjurholms socken, Ångermanland, 709254-167579)
Holmtjärnen är en sjö i Bjurholms kommun i Ångermanland och ingår i Hörnåns huvudavrinningsområde.